# Proșova (Skomorohî), Ternopil
Proșova (în ucraineană Прошова) este un sat în comuna Skomorohî din raionul Ternopil, regiunea Ternopil, Ucraina.

## Demografie
Componența lingvistică a localității Proșova
     Ucraineană (99,87%)
     Alte limbi (0,13%)
Conform recensământului din 2001, majoritatea populației localității Proșova era vorbitoare de ucraineană (99,87%), existând în minoritate și vorbitori de alte limbi.